# Paál Ákos
Paál Ákos (Budapest, 1899. június 1. – Budapest, 1979. szeptember 24.) festőművész, rajztanár.

## Életútja
Budapesten született Paál Árpád (1861–1920) főszámtanácsos és Dávid Anna fiaként. 1924-ben szerezte diplomáját a Magyar Képzőművészeti Főiskolán, mesterei Réti István és Vaszary János voltak. Ezt követően tanított a Magyar Képzőművészeti Főiskolán, a Műegyetemen és gimnáziumokban. 1928-ban Budapesten házasságot kötött Török Kálmán és Kovács Lenke lányával, Piroskával. Az 1930-as évekig aktívan festett, csoportos kiállításokon is bemutatta műveit. Publikációi jelentek meg a rajztanítás módszereiről és szükségességéről. 1948-49-ben a Művészetszemlélet című lap szerkesztőbizottsági tagja volt, 1949-től a Fővárosi Neveléstudományi Intézet rajzi osztályát vezette. Könyvismertetőket is írt. A művészeti nevelés és a modern rajzpedagógia területén fejtett ki jelentős munkásságot. 1974-ben kapta meg Aranydiplomáját a Magyar Képzőművészeti Főiskolán.

## Díjak, elismerések
- 1935: a Művészetbarátok egyesületének díja
- 1962: Székely Bertalan-emlékérem

## Könyve
- Ábrázolás és kézimunka az óvodában. Segédkönyv; szerk. Paál Ákos; Tankönyvkiadó, Bp., 1958
- Az óvodai ábrázolás és kézimunka oktatásának módszertana. Az óvónőképző intézetek számára; Tankönyvkiadó, Bp., 1959
- Balogh Jenő–Paál Ákos: Rajz és műalkotások elemzése. Gimnázium 1. osztály; Tankönyvkiadó, Bp., 1966
- Rajz és művészet. Ajánló bibliográfia az 5-8. oszt. tanulók számára; Tankönyvkiadó, Bp., 1967 (Tantárgyi bibliográfiák. Általános iskolai sorozat)